# فرودگاه یلیمانی
فرودگاه یلیمانی (به انگلیسی: Yélimané Airport) یک فرودگاه با کد یاتا EYL است. این فرودگاه در کشور مالی قرار دارد.